# William Palmer (mördare)
William Palmer, född 6 augusti 1824, död 14 juni 1856, var en brittisk läkare och massmördare.
Rättegången mot honom inleddes 14 maj 1856 vid Old Bailey i London och den kom att bli en av 1800-talets mest uppmärksammade. 
Palmers offer förgiftades med stryknin. Bland hans offer återfanns kreditorer, fyra av hans barn, hans svärmor, hans hustru som hade haft med sig en stor hemgift i boet, samt flera andra släktingar. Palmer befanns skyldig och dömdes till döden.